# Митягин, Сергей Дмитриевич
Серге́й Дми́триевич Митя́гин (род. 7 октября 1946, Ленинград, СССР) — советский и российский архитектор, заслуженный архитектор Российской Федерации, доктор архитектуры (1994), профессор (2003), академик РААСН (2021), член Правления Санкт-Петербургского отделения Союза архитекторов России, генеральный директор ООО «Научно-исследовательский институт перспективного градостроительства» (НИИ ПГ). Автор более 300 научных, научно-методических и проектных работ в области градостроительства, в том числе научных статей, отчетов, методических рекомендаций, учебных пособий, монографий.

## Биография
Сергей Дмитриевич Митягин родился 7 октября 1946 г. в г. Ленинград в семье военнослужащего. В 1964 году поступил в Ленинградский инженерно-строительный институт, который в 1970 году окончил по специальности «Архитектура».
Работал до 1974 года в институте «Ленпроект», где занимался проектированием жилого комплекса на проспекте Ветеранов и кварталов 1 и 1-а Юго-Западного жилого района.
В 1978 году защитил кандидатскую диссертацию на тему: «Закономерности пространственной организации жилой среды крупного города», в которой применил методические приемы пространственной организации жилого района на 60 тыс. жителей, разработанные в диссертации.

В 1994 году защитил докторскую диссертацию: «Общие закономерности и перспективы развития градостроительного проектирования на базе дистанционных методов территориальных исследований», раскрывшую возможности нового направления информационного обеспечения градостроительного проектирования в целях создания условий устойчивого социально-экономического и экологически безопасного развития административно-территориальных образований разного таксонометрического уровня на основе бассейнов стоков континента. 
С 1987 года Сергей Дмитриевич Митягин руководил работой научного отделения научно-исследовательского и проектного института по разработке генеральных планов и проектов застройки городов (НИИПградостроительства), а начиная с 1992 года по 2003 года исполнял обязанности директора Института.
Производственную деятельность совмещал с научно-педагогической. Работая на кафедре планировки и благоустройства населенных мест ЛИСИ, а затем (после переименования) — кафедре градостроительства в Санкт-Петербургском Государственном архитектурно-строительном университете (СПб ГАСУ), он вел учебные курсы по архитектурному и дипломному проектированию, читал лекции по районной планировке, основам теории градостроительства, градостроительным основам управления административно-территориальными образованиями. В составе факультета «Экономики и управления» СПб ГАСУ в 1999 году С. Д. Митягин организовал новые специальности «Городской кадастр» и «Экономика на предприятиях природопользования», вел учебные лекционные и практические занятия по курсам «Введение в специальность», «Основы пространственной организации населенных мест», «Кадастр застроенных территорий» и др. Руководил и в настоящее время руководит диссертационными исследованиями магистров и аспирантов.
В 2003 году основал кафедру «Экономики градостроительства» в СПб ГАСУ. За период работы в вузе подготовил более 300 дипломированных архитекторов-градостроителей, 200 инженеров городского кадастра, 80 экономистов-менеджеров, 20 кандидатов и магистров архитектуры (в том числе 10 иностранцев).
В 2004 году основал ГУ «Научно-исследовательский и проектный центр Генерального плана Санкт-Петербурга» и руководил организацией по 2010 год.
С 2010 по 2014 годы работал главным архитектором ОАО «Научно-исследовательский и проектный институт по разработке генеральных планов и проектов застройки городов».
В 2012 году Сергей Дмитриевич организовал кафедру строительства и планировки населенных пунктов в Санкт-Петербургском государственном лесотехническом университете, где в настоящее время преподает в качестве профессора
С 2014 по 2017 годы — главный архитектор Научно-проектного центра развития территорий и морского планирования ONHP в г. Санкт-Петербурге.
С 2017 года руководит ООО «Научно-Исследовательский Институт Перспективного Градостроительства» (ООО «НИИ ПГ»).
Академик Российской академии архитектуры и строительных наук (РААСН) (с 01.10.2021 г.).
Действительный член Международной Академии Наук по экологии и безопасности (МАНЭБ), член Союза архитекторов России. Входит в состав редколлегии журналов «Промышленное и гражданское строительство» и «Вестник „Зодчий 21 век“».
Руководитель управления градостроительной негосударственной экспертизы при Северо-Западном региональном отделении РААСН. Член ЭКОС Санкт-Петербургского отделения Союза архитекторов России и Общественного Совета при Министерстве экономического развития Российской Федерации.

## Основные проекты
За период практической деятельности как руководителя, так и в составе авторских коллективов подготовлены более 100 градостроительных проектов.
К наиболее значимым работам относятся:
- генеральные планы городов России: Краснодара, Ялты, Салавата, Сургута, Нефтеюганска, Усть-Илимска, Череповца, Надыма;
- схемы территориального планирования Ямало-Ненецкого и Ханты-Мансийского автономного округов, Республики Марий Эл, Алтайского края, Ярославской и Архангельской областей;
- концепции: градостроительного развития бассейна р. Волги, комплексного пространственного развития территории города Волоколамск, развития объектов дорожного сервиса Ленинградской области.
- научное исследование «Разработка рекомендаций по территориально-градостроительной политике развития Арктической зоны России и предложений по правовому регулированию» в рамках программы научно-исследовательских работ РААСН;
- доклад для Госсовета России «Оптимизация региональных систем расселения в российской Арктике»;
- градостроительные регламенты для застройки таких исторических городов как Владимир, Калуга и Санкт-Петербург (схема высотного регулирования застройки территорий города).

## Награды и звания
- Серебряная медаль ВДНХ СССР;
- Грамоты Госгражданстроя СССР;
- Дипломы союза архитекторов СССР, союза архитекторов России;
- Благодарности Губернатора и Вице-губернатора Санкт-Петербурга.
- Заслуженный архитектор Российской Федерации (2011 г.)
- Почетный архитектор России (2006 г.)

## Основные публикации
- «Космические исследования для градостроительства» Стройиздат Л. О., 1981 г. в соавторстве: Алексеев А., Богданов А., Ванюшин Г., Гречко Г., Гринчиар Г. и другие
- «История и перспективы освоения территорий Севера. Западно-Сибирский нефтегазовый комплекс» Гл. 5, 1.3. Методический подход к разработке графического раздела в составе концепций и программы социально-экономического развития северных территорий. М., МЦА «Суханово», 2004. Коллектив авторов. Нелюбин Б. С. — председатель авторского коллектива.
- «Безопасность большого города: проблемы и решения». Книга «Безопасность большого города», 2007.
- «Социализации инвестиций при решении проблем реновации застроенных территорий». Изд. «Стратегические приоритеты социального развития регионов: проблемы формирования и выбора», 2008, под редакцией д.э.н., профессора С. В. Кузнецова.
- «Стратегические приоритеты социального развития регионов: проблемы формирования и выбора». Под редакцией С. В. Кузнецова; Российская академия наук, Институт проблем региональной экономики. Санкт-Петербург, 2008. 289 с. В соавторстве: Васильев И. Г., Ершова С. А., Иванов С. А., Иванов О. И., Колесников Н. Е., Кузнецов С. В., Кузьмина Л. К., Митягин С. Д., Свириденко М. В., Скворцова М. Б., Соловьев В. В., Тюличева Л. Д., Шестакова Н. Н., Ширнова С. А.